# Menhir du Petit Vauridel
Le menhir du Petit Vauridel est situé au lieu-dit le Pré sur la commune de Plaintel dans le département français des Côtes-d'Armor.

## Protection
Il a été classé au titre des monuments historiques depuis le 20 novembre 1963

## Description
Le menhir, de forme arrondie, mesure 1,55 m de hauteur pour 1,55 m de largeur et 1 m d'épaisseur. Il est en granite qui n'est pas une roche locale.